# Ольга и Константин
«Ольга и Константин» — художественный фильм.

## Сюжет
Жизнерадостный и общительный Константин Гогуадзе ехал из Сибири в Грузию и на одном из полустанков увидел женщину. Вышел из вагона и остался на перроне. Поезд тронулся, отъезжающие попутчики удивились, а Константин получил приглашение в гости...

## В ролях
- Светлана Крючкова — Ольга Морозова
- Вахтанг Кикабидзе — Константин Сергеевич Гогуадзе, шофёр
- Михаил Глузский — Павел Егорович, председатель колхоза
- Нина Усатова — Настя Тихомирова, работница кохозной фермы, подруга Ольги
- Абессалом Лория — Карло Ираклиевич Гогуадзе
- Ольга Волкова — Сима, продавщица райпо, подруга Ольги
- Нина Семенова — Вера
- Татьяна Бедова — телефонистка, работница сельской почты
- Виктор Павлов — Николай Морозов, бывший муж Ольги
- Татьяна Говорова — Нина, новая жена бывшего мужа Ольги
- Андрей Дударенко — заведующий колхозным гаражом
- Костя Башкатов — Володя Морозов, сын Ольги
- Борис Аракелов — Семён Журавлёв, колхозник
- Анатолий Рудаков — работник колхозного гаража, заведующий по ГСМ
- Виктор Смирнов — Миша, колхозный шофёр
- Владимир Труханов — колхозник
- Владимир Юрьев — колхозный шофёр
- Аркадий Шалолашвили — Гиви
- Мзия Квирикашвили — Русико
- Светлана Тормахова — подруга Ольги
- Татьяна Говорова — Нина, новая жена бывшего мужа Ольги

## Съёмочная группа
- Автор сценария: Артур Макаров
- Режиссёр: Евгений Мезенцев
- Оператор: Эдуард Розовский
- Художник: Лариса Шилова
- Композитор: Исаак Шварц
- Звук: Алиакпер Гасан-заде
- Дирижёр: Лео Корхин
- Текст песни: В. Сумароков
- Редактор: Ирина Тарсанова
- Второй режиссёр: Игорь Москвитин
- Второй оператор: Сергей Дворцов